# Rio Verde (Bahia)
Rio Verde é um curso d'água localizado no estado brasileiro da Bahia, afluente do rio São Francisco, que corta as cidades de Ipupiara e Itaguaçu da Bahia. Corre "no sentido Sul-Norte e apresentando um regime intermitente, principalmente em sua porção central."
Segundo descrição da CPRM, "é afluente da margem direita do Rio São Francisco, com nascentes na Serra da Mangabeira no município de Ipupiara – BA, em altitudes superiores a 1.400 m. Tem uma extensão total de 295 km, e bacia hidrográfica compreendida entre os meridianos de 41°30’ e 42°30’ de longitude oeste e os paralelos 10°00’ e 12°00’ de latitude sul. Seus principais afluentes pela margem direita são os riachos Guariba, da Piedade, Baixão do Gabriel e Santo Euzébio, enquanto que pela margem esquerda destacam-se a veredas das Lajes e do Lajedo, e os riachos da Solda, do Brejinho e Capim Grosso".
"A bacia do rio Verde está inserida na região semiárida do Estado da Bahia e apresenta precipitações pluviométricas que variam entre 400 e 1 200mm ano" e abrange "totalmente os municípios de Central, Irecê, Presidente Dutra e Uibaí, sendo parcialmente inseridos os municípios de América Dourada, Barra do Mendes, Brotas de Macaúbas, Gentio do Ouro, Ibipeba, Ibititá, Ipupiara, Itaguaçu da Bahia, João Dourado, Jussara, Lapão, São Gabriel, e Xique-Xique", "ocupando áreas da Depressão Sanfranciscana, Platô de Irecê e da Chapada Diamantina, totalizando uma superfície de 9 080,30 Km²".
"A caatinga é o ecossistema predominante, apresentando uma vegetação espinhosa com folhas pequenas, coriáceas e casca grossa. Caracteriza-se por uma forte xeromorfia, na grande maioria das espécies, assim como a perda de folhas na estação seca. Quase a totalidade da cobertura vegetal da bacia, apresenta-se descaracterizada em função da agropecuária, podendo ser encontradas pequenas manchas de caatinga arbustiva. Às margens do Rio Verde, em determinados locais, as matas ciliares apresentam-se preservadas, com espécies que atingem aproximadamente 20 (vinte) metros de altura, a exemplo da Fazenda Refrigério, próximo ao povoado de Salva Vida."